# Barbados zászlaja
Barbados nemzeti zászlaját 1966 óta használják, tervezője Grantley Prescod volt. A zászló három függőleges kék-aranysárga-kék színű sávból áll, az aranysárga sáv közepén egy fekete háromágú szigonnyal. A kék sávok tengert és az eget, az aranysárga a parti homokot jelképezi, míg a szigony a sziget lakói és a tenger kapcsolatára utal, három ága egyúttal a demokratikus kormány mottóját is jelképezve. (a népből, a néppel, a népért) A zászló oldalainak aránya 2:3.

## Korábban használt zászlók
| Zászló | Leírás |
| ------ | --- |
|        | II. Erzsébet brit királynő, a sziget államfőjeként saját lobogóval rendelkezett, mely a sárga címerpajzs alapján készült, közepén egy fikusszal, amit a királynő jele takar. A felső sarkokban vörös orchideák találhatók. A zászlót a függetlenség kikiáltása, 1966 és az ország köztársasággá válása között, 2021-ig használták. |
|        | Korábban a sziget főkormányzója is saját zászlóval rendelkezett. A lobogó kék színű, közepén a brit korona, felette aranyszínű koronázott oroszlán, alul pedig sárga szalagon a Barbados felirat helyezkedik el. A zászló oldalainak aránya 3:4. A zászlót 2021-ig használták, amikor is a főkormányzói pozíció megszűnt.          |
|        | Barbados a brit gyarmati uralom alatt a többi gyarmathoz hasonlóan a brit kék zászlót használta, rajta az ország pecsétjével. A zászló 1885–1958 között volt hivatalos. |